# ラウタロ・ブランコ
ラウタロ・エマヌエル・ブランコ（Lautaro Emanuel Blanco、1999年2月19日 - ）は、アルゼンチン・ロサリオ出身のサッカー選手。ボカ・ジュニアーズ所属。ポジションはDF。

## クラブ経歴
CAロサリオ・セントラルの下部組織で育成され、2020年7月にプロ契約を結んだ。同年11月、キリ・ゴンサレス監督によってトップチームへ招集され、11月2日に行われたコパ・デ・ラ・リーガ・プロフェシオナルのゴドイ・クルス戦でトップチームデビューを果たした。
2022年8月8日、ラ・リーガのエルチェCFへ移籍し、3年半契約を交わした。なお、チームへの合流はロサリオ・セントラルでのシーズンが終了した後の2023年1月からとなる。